# Jüdischer Friedhof (Nieder-Florstadt)

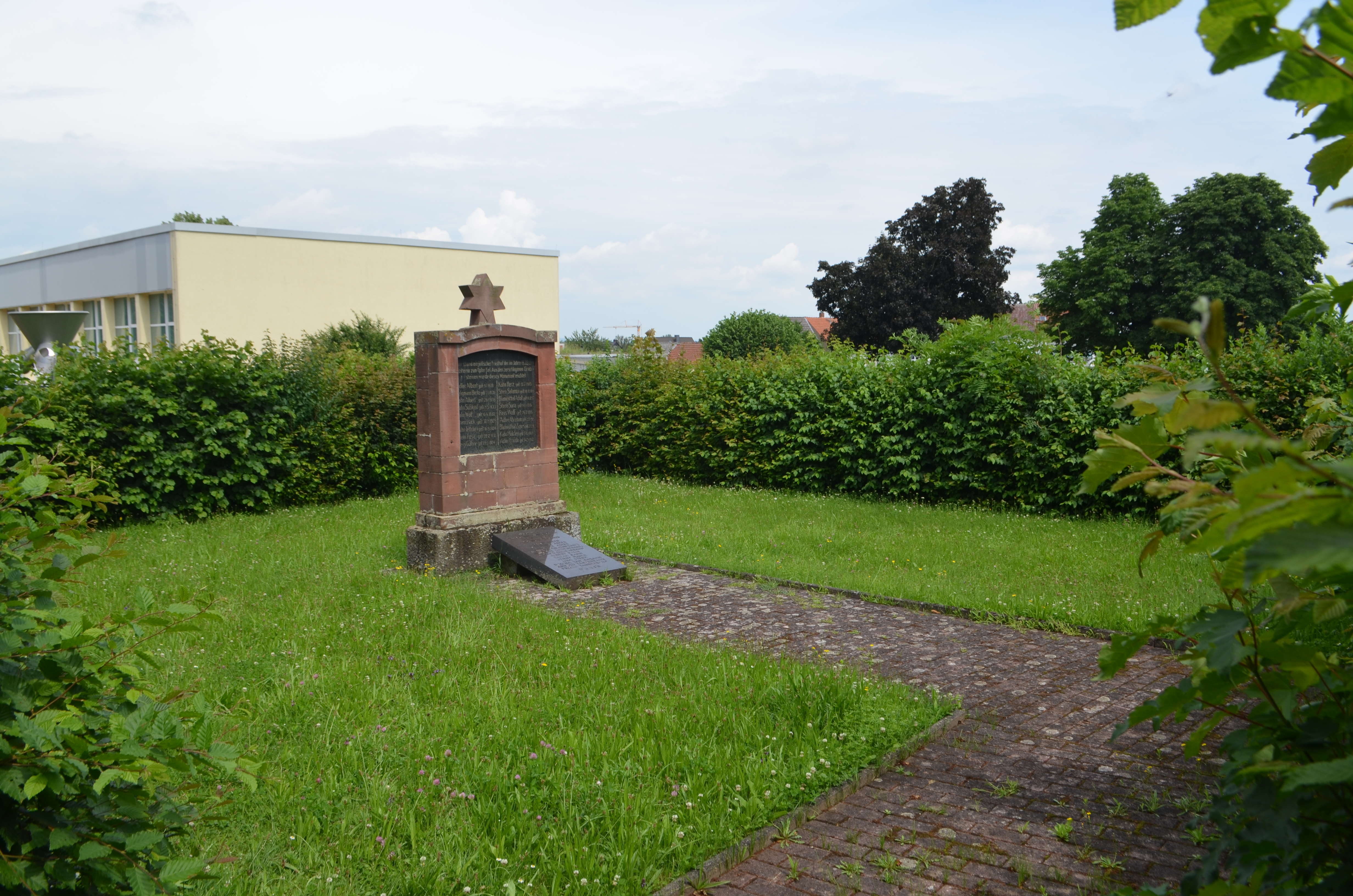
Jüdischer Friedhof Nieder-Florstadt

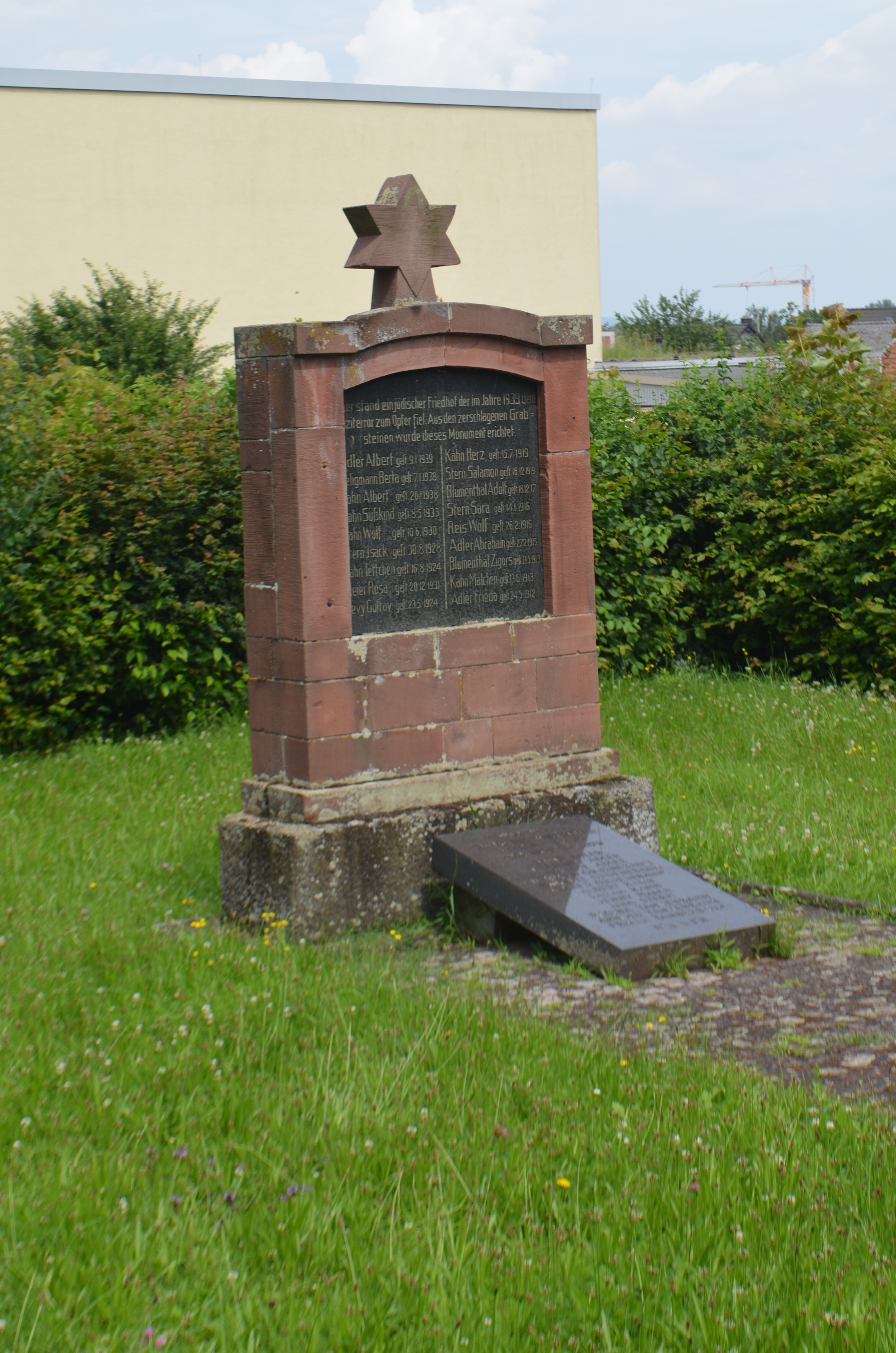
Stele und Gedenkstein

Der jüdische Friedhof Nieder-Florstadt in Nieder-Florstadt, einem Stadtteil von Florstadt im mittelhessischen Wetteraukreis in Hessen, befindet sich heute nordöstlich des Ortes auf dem Gelände der Karl-Weigand-Schule in der Mitte eines Stichweges zwischen den Straßen Kirchgasse (Abzweig gegenüber vom Alten Friedhof) und der Straße Neuer Weg.

## Beschreibung
Der jüdische Friedhof Nieder-Florstadt wurde kurz vor dem Ersten Weltkrieg als Begräbnisstätte auf einer kleinen Parzelle am Ortsrand angelegt. Er wurde für Beerdigungen von jüdischen Einwohnern in der Zeit von 1912 bis 1939 genutzt. Durch die Verwüstungen und Schändungen durch die Novemberpogrome wurde der Friedhof mit den dort aufgestellten Grabsteinen vollständig zerstört. Aus diesem Grund sind keine Grabsteine mehr auf der Friedhofsfläche erhalten geblieben. Für die dort beigesetzten jüdischen Einwohner wurde eine Stele und ein Gedenkstein zu ihrem Gedenken errichtet.
In der Stele werden nach der Inschrift des Denkmals folgende Personen aufgeführt, welche ab Mai 1912 bestattet wurden.

„Hier stand ein jüdischer Friedhof, der im Jahre 1939 dem Naziterror zum Opfer fiel. Aus den zerschlagenen Grabsteinen wurde dieses Monument errichtet:“(Jahresangabe fehlerhaft in der Inschrift)
| Name               | Gestorben  |
| ------------------ | ---------- |
| Adler, Albert      | 9.1.1939   |
| Seligmann, Berta   | 7.1.1938   |
| Kahn, Albert       | 20.1.1938  |
| Kahn, Süßkind      | 8.5.1933   |
| Kahn, Wolf         | 10.6.1930  |
| Stern, Isack       | 30.8.1929  |
| Kahn, Jettchen     | 16.8.1924  |
| Meier, Rosa        | 20.12.1931 |
| Levy, Gustav       | 23.5.1924  |
| Kahn, Herz         | 16.7.1919  |
| Stern, Salamon     | 16.12.1919 |
| Blumenthal, Adolf  | 18.12.1917 |
| Stern, Sara        | 14.1.1916  |
| Reis, Wolf         | 26.2.1916  |
| Adler, Abraham     | 27.2.1915  |
| Blumenthal, Zigors | 13.5.1913  |
| Kahn, Malchen      | 13.6.1913  |
| Adler, Frieda      | 24.5.1912  |

Die Inschrift auf dem vorgelagerten Gedenkstein lautet:

„Zum ewigen Gedenken - Opfer der Verfolgung 1933-1945 - sie setzten sich ein zur Heiligung Gottes - Jenny Adler Hermann Adler Auguste Adler Berthold Grünebaum Jeanette Grünebaum Alfred Grünebaum Albert Kahn Sarah Kahn Jenny Maier Lina Stern Regina Tannenbaum Arnold Tannenbaum Frieda Tannenbaum - Ihre Seele seien eingebunden in den Bund des Lebens.“
Das Areal des Friedhofs besteht aus einer quadratischen Fläche auf dem Gelände der Karl-Weigand-Schule in der heutigen Ortslage und wird von einer hohen Hecke abgegrenzt. Der Zugang zum Friedhof ist durch ein Tor aus Metall im Bereich des Verbindungsweges der Straßen Kirchgasse und Neuer Weg möglich.
Die Friedhofsfläche umfasst 9,38 Ar und ist im Denkmalverzeichnis des Landesamts für Denkmalpflege Hessen als Kulturdenkmal aus geschichtlichen Gründen eingetragen.